# Kanonport

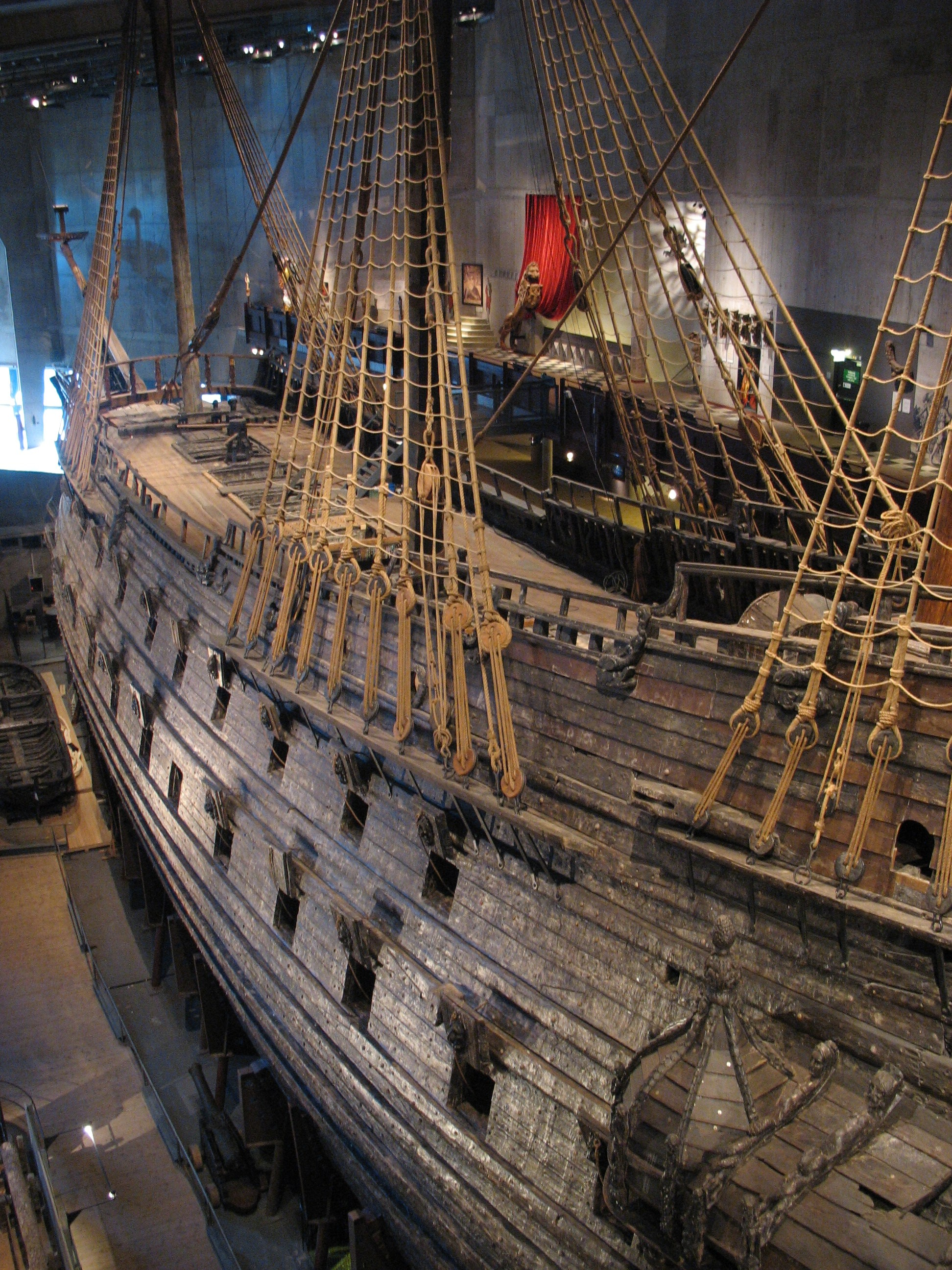
Två rader av kanonportar i skrovsidan på regalskeppet Vasa.

En kanonport är en öppning i skrovet på ett örlogsfartyg. Öppningen är avsedd att avfyra kanoner genom mot fienden vid sjöstrider.